# Semjon Tjeljuskin
Semjon Ivanovitj Tjeljuskin (russisk: Семён Ива́нович Челю́скин, tr. Semjon Ivánovitj Tjeljúskin; født ca. 1700, død november 1764) var russisk søfarer, der deltog i 2. Kamtjatka-ekspedition.
Tjeljuskin beskrev i 1741 Tajmyrhalvøens vestkyst og i 1772 dens østkyst. Han nåede den 7. eller 8. maj 1742 Eurasiens nordligste punkt, som blev opkaldt efter ham.

## Liv og gerning
I efteråret 1714 i Moskva blev han indskrevet i School of Mathematical and Navigational Sciences (russisk: Школа математических и навигацких наук), som lå i Sukharev Tårnet. I 1720-erne gjorde han tjeneste på skibene i den baltiske flåde i en stilling som navigatør, elevnavigatør og undernavigatør. Fra 1726 tjente han i den baltiske flåde, i 1733-1743 deltog han i "den store nordlige ekspedition" under ledelse af Vitus Bering. I 1735-1736 var han navigatør på dub-båden "Jakutsk" i ekspeditionen af Vasilij Prontjisjtjev. Han førte dagbog om denne ekspedition, og han gennemførte en beskrivelse af den åbne kyst. I september 1736, da Prontjisjtjev døde på grund af sygdom, tog han kommandoen over skibet og bragte det ud af bugten til udmundingen af Thaddeus Olenjok. I december 1736 rejste han tilbage til Jakutsk sammen med geodæten Tjekin. I 1738-1739, efter reparation af Jakutsk, deltog han i ekspeditionen under ledelse af Kh.P. Laptev. I årene 1741-1742 studerede han vestkysten af Tajmyrhalvøen, mundingen af floderne Khatanga, Pjasina og Jenisej, og opdagede det nordligste sted på det kontinentale Eurasien, som senere blev opkaldt efter ham Kap Tjeljuskin.
I efteråret 1742 vendte han tilbage til Sankt Petersborg, hvor han blev fremmet til kadet og tjente i forskellige stillinger i den baltiske flåde. I 1746 havde han kommandoen over "Prinsesse Elisabeth". I 1751 blev han forfremmet til løjtnant, efter 3 år til kaptajnløjtnant. Den 18. december 1756 gik han på pension med rang af kaptajn af tredje grad.